# Liste der Baudenkmäler in Schnaitsee
Auf dieser Seite sind die Baudenkmäler in der oberbayerischen Gemeinde Schnaitsee zusammengestellt. Diese Tabelle ist eine Teilliste der Liste der Baudenkmäler in Bayern. Grundlage ist die Bayerische Denkmalliste, die auf Basis des Bayerischen Denkmalschutzgesetzes vom 1. Oktober 1973 erstmals erstellt wurde und seither durch das Bayerische Landesamt für Denkmalpflege geführt wird. Die folgenden Angaben ersetzen nicht die rechtsverbindliche Auskunft der Denkmalschutzbehörde.

## Baudenkmäler nach Ortsteilen

### Schnaitsee
| Lage                             | Objekt                                     | Beschreibung | Akten-Nr.     | Bild           |
| -------------------------------- | ------------------------------------------ | --- | ------------- | -------------- |
| Bergham 3 (Standort)             | Bildstock                                  | runder Schaft auf Sockel, wohl 18. Jahrhundert, mit Gusseisenkruzifix, Ende 19. Jahrhundert; an der Straße nach Waltlham. | D-1-89-142-6  | BW             |
| Cunostraße 1 (Standort)          | Zweigeschossiger ehemaliger Getreidekasten | angeblich von 1624, im 20. Jahrhundert ausgebaut; Teil des Nebengebäudes. | D-1-89-142-4  | BW             |
| In der Hecke (Standort)          | Wegkapelle                                 | hoher Satteldachbau mit rundbogiger Öffnung, 1837; mit Ausstattung; nordwestlich von Schnaitsee am Weg nach Habam. | D-1-89-142-5  | BW             |
| Kirchensurer Straße 3 (Standort) | Dreiseithof                                | Wohnstallhaus, zweigeschossiger Flachsatteldachbau mit Lünettenkniestock, Mitte 19. Jh., nach Brand 1873 verändert; Bundwerkstadel, bez. 1871; Stadel, Backsteinbau über Feldsteingeschoss, mit Flachsatteldach, 2. Hälfte 19. Jh.                                                                  | D-1-89-142-94 | weitere Bilder |
| Kirchensurer Straße 5 (Standort) | Ehemaliges Kleinbauernhaus                 | Wohnteil mit Blockbau-Obergeschoss, im Kern zweite Hälfte 18. Jahrhundert, Firstpfette bezeichnet mit dem Jahr 1837. | D-1-89-142-1  | weitere Bilder |
| Marktplatz 1 (Standort)          | Friedhofskapelle St. Elisabeth             | Ende 15. Jahrhundert; mit Ausstattung. | D-1-89-142-87 | weitere Bilder |
| Marktplatz 9 (Standort)          | Katholische Pfarrkirche Mariä Himmelfahrt  | spätgotisch, ab 1431 erbaut, barocker Umbau zur Saalkirche, wohl nach Plänen von Kaspar Zuccalli, 1664–67, Turmabschluss und -haube 1774, Choranbauten 1923/24; mit Ausstattung; Friedhof mit Ummauerung des 17. bis 19. Jahrhunderts und Grabdenkmälern des späten 19. bis frühen 20. Jahrhundert. | D-1-89-142-2  | weitere Bilder |
| Nähe Fahrnbichlstraße (Standort) | Bildstock                                  | Rotmarmor-Pfeiler mit Bildnische, bezeichnet mit dem Jahr 1749; am Waldrand südwestlich der Straße von Harpfing nach Schnaitsee. | D-1-89-142-88 | BW             |
| Trostberger Straße 15 (Standort) | Katholische Kirche St. Anna                | einschiffiger spätgotischer Bau mit Dachreiter, 15. Jahrhundert; mit Ausstattung. | D-1-89-142-3  | weitere Bilder |

### Waldhausen
| Lage                        | Objekt                        | Beschreibung | Akten-Nr.     | Bild           |
| --------------------------- | ----------------------------- | --- | ------------- | -------------- |
| Marienstraße 15 (Standort)  | Rotmarmorportal               | bezeichnet mit dem Jahr 1776; in Wohnhaus-Neubau einbezogen. | D-1-89-142-72 | BW             |
| Pfarrhofstraße 2 (Standort) | Katholische Kirche St. Martin | Turmunterbau spätmittelalterlich, Turmobergeschoss neugotisch, Ende 19. Jahrhundert, Langhaus und Chor von Friedrich F. Haindl, 1950; mit Ausstattung.; Friedhofskapelle, wohl zweite Hälfte 15. Jahrhundert, neugotisch überformt; mit Ausstattung. | D-1-89-142-71 | weitere Bilder |
| Pfarrhofstraße 5 (Standort) | Bundwerkstadel                | Südflügel des Vierseithofes, lang gestreckter, dreitenniger Bau, Mitte 19. Jahrhundert. | D-1-89-142-74 | BW             |
| Pfarrhofstraße 5 (Standort) | Kapelle                       | hoher Satteldachbau mit halbrunder Apsis, um 1850; mit Ausstattung. | D-1-89-142-76 | BW             |
| Pfarrhofstraße 9 (Standort) | Pfarrhof                      | zweigeschossig mit Halbwalmdach, erbaut 1808, erneuert 1977. | D-1-89-142-75 | BW             |

### Weitere Ortsteile
| Lage                                         | Objekt | Beschreibung | Akten-Nr.      | Bild           |
| -------------------------------------------- | --- | --- | -------------- | -------------- |
| Allerding 1 (Standort)                       | Wohnstallhaus (Nordflügel des Vierseithofes)                                                                              | mit Bundwerk am Wirtschaftsteil, Mitte 19. Jahrhundert; Stallstadel (Ostflügel) mit Bundwerk-Oberteil, bezeichnet mit dem Jahr 1851; ehemalige Hütte (Westflügel) mit Tordurchfahrt, Getreidekasten und Bundwerk-Oberteil, Mitte 19. Jahrhundert.                                                                         | D-1-89-142-7   | BW             |
| Allersing (Standort)                         | Hofkapelle | kleiner Satteldachbau, bezeichnet mit dem Jahr 1884. | D-1-89-142-8   | BW             |
| Axtham 1 (Standort)                          | Ehemaliges Bauernhaus | mit Blockbau-Obergeschoss, 18. Jahrhundert. | D-1-89-142-9   | BW             |
| Axtham 2 (Standort)                          | Bundwerkstadel (Südflügel des Vierseithofes)                                                                              | Mitte 19. Jahrhundert. | D-1-89-142-10  | BW             |
| Berg 1 (Standort)                            | Ehemaliger Pfarrhof, jetzt Gutshof St. Nikolausheim, Filiale der Schwestern des III. Ordens v. Hl. Franziskus in Ecksberg | Wohnhaus, Satteldachbau mit flachen Mittelrisaliten und Putzgliederung, zweite Hälfte 19. Jahrhundert. | D-1-89-142-12  | weitere Bilder |
| Berg 2 (Standort)                            | Katholische Kirche St. Nikolaus                                                                                           | gotischer Saalbau, 15. Jahrhundert, im späten 17. Jahrhundert barockisiert, Turmunterbau romanisch; mit Ausstattung. | D-1-89-142-11  | weitere Bilder |
| Bergham 2 (Standort)                         | Querstadel mit Getreidekasten-Obergeschoss                                                                                | in Blockbauweise, 18./19. Jahrhundert. | D-1-89-142-13  | BW             |
| Flur Bergham (Standort)                      | Wegkapelle | Putzbau mit Satteldach, 18./19. Jahrhundert; südwestlich an der Straße nach Schnaitsee. | D-1-89-142-14  | BW             |
| Nähe Bernöd (Standort)                       | Hofkapelle | am Gitter bezeichnet mit dem Jahr 1853; südwestlich des Hofes. | D-1-89-142-15  | BW             |
| Bichl 11 (Standort)                          | Bundwerkstadel (Südflügel des ehemaligen Vierseithofes)                                                                   | bezeichnet mit dem Jahr 1842. | D-1-89-142-16  | BW             |
| Blabsreit 1 (Standort)                       | Wohnstallhaus (Nordflügel des geschlossenen Vierseithofes)                                                                | zweigeschossiger Satteldachbau mit Bundwerkteil, um 1840/50; Bundwerkstadel (Südflügel), bezeichnet mit dem Jahr 1848; Stallstadel (östlicher Querflügel) mit Bundwerk, um 1840/50. | D-1-89-142-17  | BW             |
| Buchet 1 (Standort)                          | Bildstock | mit rundem Schaft, wohl 18. Jahrhundert, und gusseisernem Kruzifix, Ende 19. Jahrhundert; südlich am Wald. | D-1-89-142-18  | BW             |
| Dirnreit 1; In Dirnreit (Standort)           | kleiner, wieder aufgestellter Getreidekasten                                                                              | 18. Jahrhundert. | D-1-89-142-19  | BW             |
| Durchschlacht 1 (Standort)                   | Wohnstallhaus (Nordflügel des Vierseithofes)                                                                              | stark erneuert, mit Bundwerk über dem Stallteil, bezeichnet mit dem Jahr 1854; Stallstadel (Ostflügel) mit Gitterbundwerk, bezeichnet mit dem Jahr 1855. | D-1-89-142-20  | BW             |
| Nähe Durchschlacht (Standort)                | Bildstock | bezeichnet mit dem Jahr 1787; am Feldweg nach Westerhausen. | D-1-89-142-21  | BW             |
| Ed 6 (Standort)                              | Ehemaliges Bauernhaus | lang gestreckter Einfirsthof, zweieinhalbgeschossig mit Bundwerkfront am Wirtschaftsteil, Mitte 19. Jahrhundert. | D-1-89-142-23  | BW             |
| Edenhub, Flur Maierhof (Standort)            | Wegkapelle | Putzbau mit Satteldach, Mitte 19. Jahrhundert; südlich von Maierhof an der Straße von Waltlham nach Peterskirchen. | D-1-89-142-24  | BW             |
| Edenreit, Nähe Ginzing (Standort)            | Hofkapelle | Rechteckbau mit Walmdach, bezeichnet mit dem Jahr 1829; mit Ausstattung; südlich auf der Anhöhe. | D-1-89-142-25  | BW             |
| Eggerding, Hofstätter Holz (Standort)        | Bildstock | bezeichnet mit dem Jahr 1662, darauf gusseisernes Kruzifix, Ende 19. Jahrhundert; an der Straße. | D-1-89-142-27  | BW             |
| Nähe Engelberned (Standort)                  | Wegkapelle | rechteckiger Satteldachbau, erste Hälfte 19. Jahrhundert; südlich des Hofes. | D-1-89-142-28  | BW             |
| Nähe Fachendorf (Standort)                   | Wegkapelle | Satteldachbau mit halbrundem Abschluss, wohl erste Hälfte 19. Jahrhundert, erneuert; südlich an der Straße. | D-1-89-142-29  | BW             |
| Fernbromberg 1 (Standort)                    | Bildstock | runder Schaft mit gusseisernem Kruzifix, 18./19. Jahrhundert; am östlichen Weilerrand. | D-1-89-142-91  | BW             |
| Forstau 1 (Standort)                         | Bauernhaus | Wohnteil mit Blockbau-Obergeschoss und Giebelbundwerk, erste Hälfte 19. Jahrhundert. | D-1-89-142-30  | BW             |
| Flur Garting (Standort)                      | Bildstock | Steinpfeiler mit Metallkreuz, 18./19. Jahrhundert; an der Abzweigung nach Fernbromberg. | D-1-89-142-32  | BW             |
| Garting 2 (Standort)                         | Bundwerkstadel (Nordflügel des Vierseithofes)                                                                             | bezeichnet mit dem Jahr 1877. | D-1-89-142-31  | BW             |
| Gattenham 3 (Standort)                       | Bundwerkstadel (Südflügel des Vierseithofes)                                                                              | mit gemauerten Giebelseiten, erbaut 1876. | D-1-89-142-34  | BW             |
| Unterharpfing; Nähe Kirchenstraße (Standort) | Kapelle | Satteldachbau mit Vorschussgiebel, wohl erste Hälfte 19. Jahrhundert; mit Ausstattung; im früheren Unterharpfing an einer Straßengabelung. | D-1-89-142-36  | BW             |
| Oberharpfinger Holz (Standort)               | Wegkapelle | mit barocker Gliederung, nach Beschädigung 1992 wieder aufgebaut unter Verwendung historischer Mauersubstanz; mit Ausstattung; westlich an der Straße nach Schnaitsee. | D-1-89-142-37  | weitere Bilder |
| Holzmann 1 (Standort)                        | große Hofkapelle | mit eingezogenem Chor und Dachreiter, erbaut 1929; mit Ausstattung. | D-1-89-142-89  | BW             |
| Kappeln, Mühlenweg 15 (Standort)             | Zur Obermühle gehöriges Nebengebäude                                                                                      | Bruchsteinbau mit Bundwerkteil, Anfang 19. Jahrhundert. | D-1-89-142-38  | BW             |
| Kirchstätt 3 (Standort)                      | Katholische Kirche St. Magdalena                                                                                          | Langhaus und Chor spätgotisch, 15. Jahrhundert, einbezogener Turm romanisch, wohl zweite Hälfte 12. Jahrhundert; mit Ausstattung. Kirchhofmauer, 17./18. Jahrhundert. | D-1-89-142-40  | weitere Bilder |
| Nähe Kirchstätt (Standort)                   | Kapelle | Putzbau mit Satteldach, 18./19. Jahrhundert; nordwestlich der Kirche. Zustand Juli 2020: stark beschädigt, baufällig | D-1-89-142-41  | weitere Bilder |
| Kobl 1 (Standort)                            | Stadel (Südflügel des Dreiseithofes)                                                                                      | mit reichem Gitterbundwerk, nach Mitte 19. Jahrhundert, Dach später erhöht. | D-1-89-142-42  | BW             |
| Flur Köhldorf; Köhldorf 1 (Standort)         | Hofkapelle | großer, halbrund geschlossener Satteldachbau, wohl erste Hälfte 19. Jahrhundert. | D-1-89-142-43  | BW             |
| Kollmann (Standort)                          | Bildstock, sogenanntes „stoana Kreuz“                                                                                     | wohl 16. Jahrhundert; an der Straße von Waldhausen nach Kappeln. | D-1-89-142-92  | BW             |
| Kolbing 2 (Standort)                         | Wohnteil des Bauernhauses                                                                                                 | mit Blockbau-Obergeschoss und Traufseitlaube, bezeichnet mit dem Jahr 1730. | D-1-89-142-44  | BW             |
| Kratzberg 1 (Standort)                       | Nebengebäude | gemauert, Obergeschoss mit Blockbau-Teil (ehemaliger Getreidekasten), wohl erste Hälfte 19. Jahrhundert. | D-1-89-142-45  | BW             |
| Lampertsham 9 (Standort)                     | Nebengebäude mit Bundwerkteil                                                                                             | Mitte 19. Jahrhundert, und Getreidekasten, zweite Hälfte 18. Jahrhundert, im Obergeschoss. | D-1-89-142-46  | BW             |
| Linden 1 (Standort)                          | Bundwerkstadel (Südflügel des Dreiseithofes)                                                                              | bezeichnet mit dem Jahr 1849. | D-1-89-142-47  | BW             |
| Nähe Lochen (Standort)                       | Wegkapelle | Satteldachbau, Anfang 19. Jahrhundert; 400 m südwestlich von Lochen am Weg von Offenham nach Pfeisenham. | D-1-89-142-48  | BW             |
| Maierhof 3 (Standort)                        | Bundwerk am ehemaligen Stallteil des Bauernhauses                                                                         | mit Bemalung und geschnitzter Heubodentür, 1856. | D-1-89-142-49  | BW             |
| Maurach 1; Nähe Maurach (Standort)           | Hofkapelle | Putzbau mit Satteldach, bezeichnet mit dem Jahr 1945. | D-1-89-142-50  | BW             |
| Oeden 1 (Standort)                           | Kapelle | Putzbau mit Profilgesims, 18./19. Jahrhundert; mit Ausstattung. | D-1-89-142-52  | BW             |
| Oeden 7 (Standort)                           | Ehemaliges Kleinbauernhaus                                                                                                | Einfirstbau in Bruchsteinmauerwerk mit teilweise erneuertem Bundwerk am Wirtschaftsteil, an der Firstpfette bezeichnet mit dem Jahr 1864, quer angeschlossener Remisenbau mit Getreidekasten im Obergeschoss. | D-1-89-142-51  | BW             |
| Nähe Offenham (Standort)                     | Hofkapelle | mit barocker Gliederung und Zeltdach, bezeichnet mit dem Jahr 1623. | D-1-89-142-54  | BW             |
| Offenham 1 (Standort)                        | Wohnstallhaus (Nordflügel des Vierseithofs)                                                                               | mit Blockbau-Obergeschoss und Traufseitlaube, zweite Hälfte 18. Jahrhundert; Hütte (Ostflügel) mit Blockbau-Obergeschoss, zum Teil Getreidekasten, wohl zweite Hälfte 18. Jahrhundert. | D-1-89-142-53  | BW             |
| Parting 1 (Standort)                         | Wegkapelle | Satteldachbau mit dreiseitigem Schluss, nach 1918; an der Straße. | D-1-89-142-55  | BW             |
| Pfaffenham 1 (Standort)                      | Wohnstallhaus (Nordflügel des Vierseithofes)                                                                              | zweigeschossiger Massivbau mit Schweifgiebel an der Westseite, um 1860; Stall (Ostflügel), gemauert, gleichzeitig; Bundwerkstadel (Südflügel), mit Schweifgiebel an der Westseite, gleichzeitig. | D-1-89-142-56  | BW             |
| Pfaffenham 1 (Standort)                      | Steinkreuz | wohl Sühnekreuz, barockzeitlich; im Garten des Anwesens Pfaffenham 1 | D-1-89-142-90  | BW             |
| Poschen 1 (Standort)                         | Bundwerkstadel (Südflügel des ehemaligen Vierseithofes)                                                                   | mit gemauertem Ostgiebel, an der Firstpfette bezeichnet mit dem Jahr 1863. | D-1-89-142-57  | BW             |
| Poschen 2 (Standort)                         | Bundwerkstadel (Südflügel des Vierseithofes)                                                                              | mit gemauertem Ostgiebel, an der Firstpfette und am eingebauten Getreidekasten bezeichnet mit dem Jahr 1852. | D-1-89-142-58  | BW             |
| Roßbirn 1 (Standort)                         | Stadel (Südflügel des Vierseithofes)                                                                                      | mit Bundwerk über Nagelfluh-Mauerwerk, bezeichnet mit dem Jahr 1861. | D-1-89-142-59  | BW             |
| Nähe Rupertsham (Standort)                   | Wegkapelle | rechteckiger Satteldachbau, erste Hälfte 19. Jahrhundert; westlich an der Hauptstraße. | D-1-89-142-62  | BW             |
| Rupertsham 1 (Standort)                      | Bauernhaus | mit Blockbau-Obergeschoss und traufseitiger Laube, zweite Hälfte 18. Jahrhundert. | D-1-89-142-61  | BW             |
| Nähe Salming (Standort)                      | Hofkapelle | Satteldachbau, erbaut bzw. erneuert 1855; mit Ausstattung. | D-1-89-142-63  | BW             |
| Sandgrub 5 (Standort)                        | Ehemaliges Bauernhaus | mit Blockbau-Obergeschoss, im Kern wohl erste Hälfte 19. Jahrhundert, modern ausgebaut. | D-1-89-142-64  | BW             |
| Schauersbreiten 1 (Standort)                 | Bundwerkstadel (Südflügel des Vierseithofes)                                                                              | bezeichnet mit dem Jahr 1846. | D-1-89-142-65  | BW             |
| Schimpflingsöd 1 (Standort)                  | Wirtschaftsteil des Bauernhauses                                                                                          | mit Bundwerk, über Tennentor bezeichnet mit dem Jahr 1820. | D-1-89-142-66  | BW             |
| Schmidham (Standort)                         | Ortskapelle | Putzbau mit Satteldach, bezeichnet mit dem Jahr 1834. | D-1-89-142-67  | BW             |
| Schmidham 4 (Standort)                       | Wohnstallhaus (Nordflügel des ehemaligen Vierseithofes)                                                                   | verputzter Massivbau, bezeichnet mit dem Jahr 1835 und 1836. | D-1-89-142-68  | BW             |
| Schweinsteig 3 (Standort)                    | Bundwerkstadel | Bundwerkstadel, Ende 18. Jh., unter dem First Houdibock, Umbau bez. 1913; ehem. Getreidekasten, erdgeschossiger Blockbau, 18. Jh.; ehem. Backhaus,erdgeschossiger Massivbau, gleichzeitig, mit Getreidekasten unter modernem Dach zusammengefasst                                                                         | D-1-89-155-221 | BW             |
| Spitzentränk 1 (Standort)                    | Bundwerkstadel (Südflügel des Dreiseithofes)                                                                              | Mitte 19. Jahrhundert. | D-1-89-142-69  | BW             |
| Stetten 1 (Standort)                         | Ehemaliges Wohnstallhaus                                                                                                  | Blockbau-Obergeschoss und Hochlaube, bezeichnet mit dem Jahr 1771, Erdgeschoss wohl Mitte 19. Jahrhundert ausgemauert und teilweise gewölbt, Stadelteil mit Bundwerk, Mitte 19. Jahrhundert. | D-1-89-142-70  | BW             |
| Surbrunn 1 (Standort)                        | Kruzifixus | lebensgroßer Corpus, zweite Hälfte 17. Jahrhundert; z. Zt. im Bauernhaus (ehemaliges Hofkreuz). | D-1-89-142-86  | BW             |
| Waltlham 6 (Standort)                        | Vierseithof | Wohnstallhaus (Nordflügel) mit Blockbau-Obergeschoss, Hoch- und Traufseitlaube, 18. Jahrhundert, Verlängerung nach Westen mit Bundwerk-Obergeschoss, Mitte 19. Jahrhundert; Zuhaus mit Torbogen, Ende 18. Jahrhundert; Stallstadel mit Bundwerk (Westflügel) und Bundwerkstadel (Südflügel), beide Mitte 19. Jahrhundert. | D-1-89-142-78  | BW             |
| Waltlham 10 (Standort)                       | Wohnstallhaus (Nordflügel des Vierseithofes)                                                                              | mit Bundwerk am Wirtschaftsteil, bezeichnet mit dem Jahr 1839. | D-1-89-142-79  | BW             |
| Waltlham 12 (Standort)                       | Wohnstallstadelhaus | Einfirstanlage mit Stichbogen- und Lünettenfenstern, Maßwerk an den Giebelöffnungen, geschnitzten Türen und Glockenständer, bezeichnet mit dem Jahr 1869. | D-1-89-142-80  | BW             |
| In Zansham (Standort)                        | Gitterbundwerk-Stadel | bezeichnet mit dem Jahr 1828; zu Haus Nr. 5 gehörig. | D-1-89-142-82  | BW             |
| Nähe Zansham (Standort)                      | Kapelle | neugotischer Satteldachbau mit Firstkreuz, bezeichnet mit dem Jahr 1890; mit Ausstattung. | D-1-89-142-83  | BW             |
| Nähe Zelln (Standort)                        | Wegkapelle | kleiner Satteldachbau, erste Hälfte 19. Jahrhundert. | D-1-89-142-85  | BW             |
| Zelln 1 (Standort)                           | Gitterbundwerk-Stadel (Südflügel des Dreiseithofes)                                                                       | bezeichnet mit dem Jahr 1851, erneuert. | D-1-89-142-84  | BW             |

## Ehemalige Baudenkmäler
In diesem Abschnitt sind Objekte aufgeführt, die früher einmal in der Denkmalliste eingetragen waren, jetzt aber nicht mehr. Objekte, die in anderem Zusammenhang also z. B. als Teil eines Baudenkmals weiter eingetragen sind, sollen hier nicht aufgeführt werden. Aktennummern in diesem Abschnitt sind ehemalige, jetzt nicht mehr gültige Aktennummern.

| Lage                       | Objekt             | Beschreibung                                                                                                 | Akten-Nr.     | Bild |
| -------------------------- | ------------------ | --- | ------------- | ---- |
| Garting ()                 | Bildstock          | Bildstock, Steinpfeiler mit Gusseisen-Kruzifix, 18./19. Jahrhundert; am Weg nach Fernbromberg.               | D-1-89-142-33 |      |
| Marienstraße 17 (Standort) | Ehemalige Schmiede | zweigeschossig in Tuffmauerwerk, mit Giebelfresko, verschaltem Vordach und traufseitiger Laube, erbaut 1852. | D-1-89-142-73 | BW   |